# Castello di Chitignano
Il castello di Chitignano o dei conti Ubertini è un castello di Chitignano, situato nella valle del Casentino in provincia di Arezzo.

## Storia
L'inizio della costruzione del castello di Chitignano, noto come il castello degli Ubertini, risale al X secolo. All’inizio del secolo XIII apparteneva ai conti di Chiusi. Dal 1261 passò ai conti Ubertini e al vescovo di Arezzo Guglielmino Ubertini. Il prelato, ormai in età avanzata, guidò l'esercito ghibellino nella battaglia di Campaldino contro i fiorentini di parte guelfa (tra cui Dante Alighieri), ove fu sconfitto e perse la vita sabato 11 giugno 1289 per un colpo di picca alla testa. Il castello, nel corso di successive ristrutturazioni, fu inglobato all’interno di un più vasto complesso di edifici residenziali, assumendo l’aspetto di una villa fortificata di campagna di forme seicentesche.
Il castello appartenne alla nobile casata degli Ubertini, titolare della signoria rurale di Chitignano fino al 1779, tranne che per pochi anni nel corso del XIV secolo in cui fu proprietà dei Tarlati.

## Descrizione

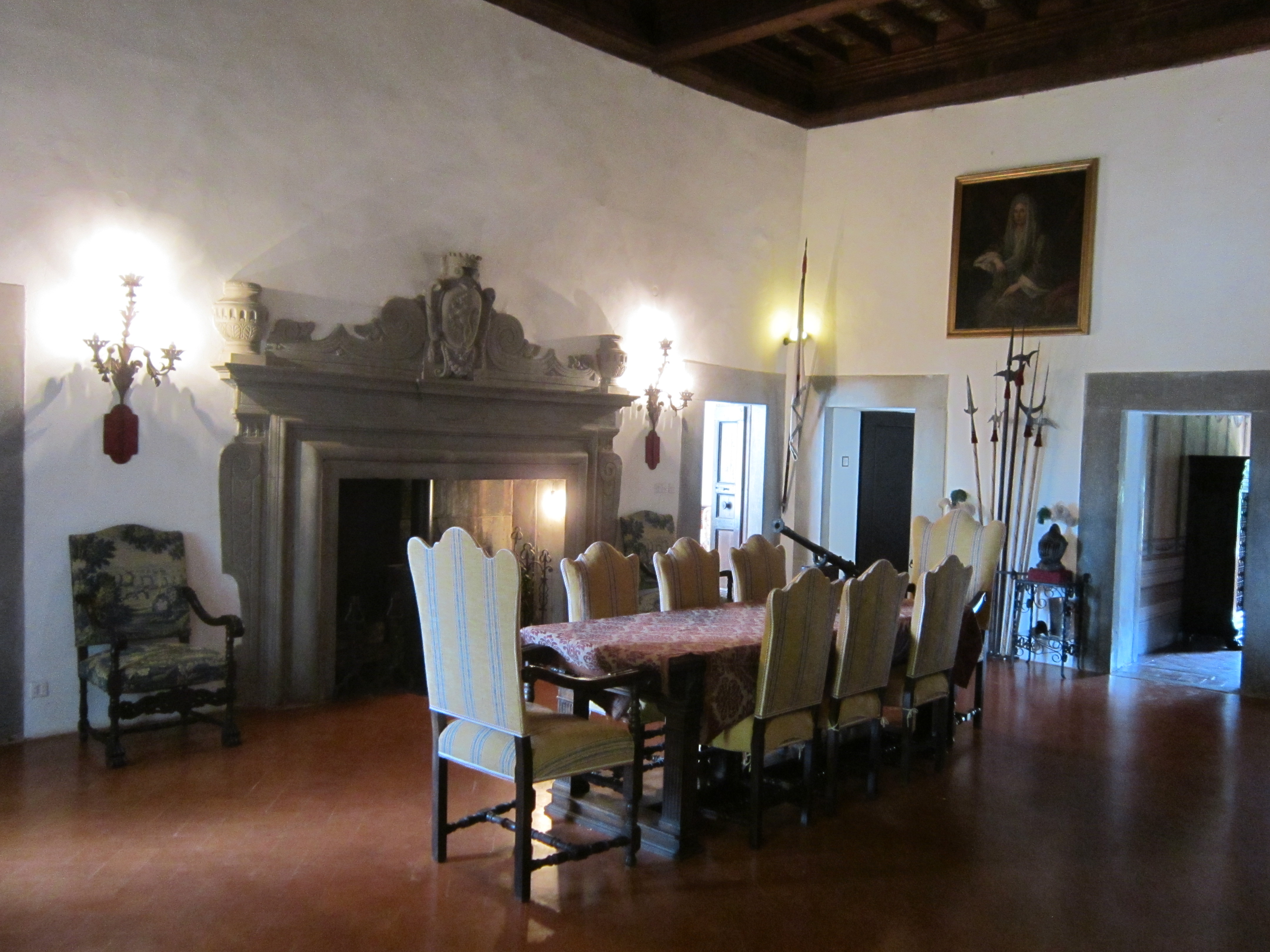
La sala delle armi

Il castello, collocato nella valle del Casentino lungo la strada che da Rassina conduce a Chiusi della Verna e nascosto da cipressi centenari, ha una struttura variamente articolata. L’ingresso al complesso avviene tramite un vialetto che conduce in quella che era la piazza d’armi. All’edificio, dominato da una torre campanaria con campana bronzea quattrocentesca, si accede attraverso un ampio portone con arco a tutto sesto, che immette in una bella corte dalle volte affrescate e nell’attiguo corpo di guardia, con stemmi e busti della famiglia Ubertini. Salendo la scalinata, si raggiungono gli appartamenti signorili ai piani superiori, e in particolare la grande sala delle armi. Sotto il suo soffitto a cassettoni con seicentesche piastrelle di terracotta policroma, spicca un solenne camino in pietra serena con lo stemma degli Ubertini. Seguono la cappella barocca privata e la camera da letto del vescovo, poi, salendo all’ultimo piano del castello, la stanza delle sentenze. Qui si ha modo di osservare il cappio con cui venivano impiccati i condannati e la mannaia infissa nel ceppo. In alto, il ballatoio in legno dove venivano lette le sentenze, pronunciate nell’attigua sala del consiglio. Accanto, una massiccia porta di legno introduce nell’angusta prigione.